# مسجد الحاجة أمينة
مسجد الحاجة أمينة أو مركز العبادة الحاجة أمينة يقع في منطقة كامبونج لونغ مايان، والتي تبعد حوالي ثلاثة وخمسين كيلومتر من بيكان توتونج في بروناي، مركز العبادة هو وقف لأوانغ حاجي محمد زين بن أرشد، والذي بلغ تكلفته 67،000.00 دولار .
تم افتتاح قاعة العبادة من قبل صاحب المعالي وزير الدفاع والخارجية الدكتور الأستاذ حاجي أوانغ محمد زين بن حاجي هيراوين في حكومة بروناي دار السلام، وذلك في الثالث من شهر شوال من عام 1418 هـ الموافق الأول من سهر فبراير من عام 1998.